# Всеволд III
Всеволод III (1154 - 1212) је био четврти велики кнез Владимира (1174/1175 - 1212) из династије Рјуриковича. Отац му је био други велики кнез Владмира Јуриј Долгоруки. Људи су га звали Велико Гнездо и Многородни Всеволод због његове многобројне породице.
Окрутног и охолог према околини, Всеволодовог брата Андреја Богољубског су убили службеници, шураци, а можда и његове жене; завереници су ноћу напали ненаоружаног великог кнеза у његовој спаваћој соби и убили га и измрцварили (1174/1175. године). Побуњено грађанство опљачкало је и спалило његов двор.
Његова смрт не мења ниуколико режим који је он завео. Додуше, грађански рат избија између старих вароши Ростова и Суздаља, које су савезнице бојара и које позивају за кнеза Андрејеве нећаке (пошто Андреј није имао деце), и нових градова, који позивају његову браћу; али тај рат кратко траје и завршава се победом нових градова и тријумфом новога режима. Област Суздаља прелази у власт Всеволода III, који задржава Владимир као престоницу и узима назив великога кнеза вароши Владимира, пошто га је и тај град довео на власт са млађим градовима. Старији градови (Ростов и Суздаљ) су одбили да му се покоре због јаке организације већа.
Всеволод је наставио, али много вештије и опрезније, политику свога убијеног брата и према кнежевима, и према дружини и према варошкој демократији, нарочито новгородској, али је успео да се релативно мирно одржи на великокнежевској столици кроз дуги низ година, да буде слављен и поштован широм целе Русије и ван ње.
Всеволодова владавина (1176—1212) обележава врхунац моћи суздаљске области: она намеће кнежеве Новгороду који јој је у суседству; Кијев, па чак и удаљена Галиција-Волинија, морају да рачунају с њом; њена моћ је толика, да по речима Повести о пуку Игорову она може
веслима својих бродара да испразни Волгу и шлемовима својих ратника да исуши Дон.
Карактеристична појава за време Свевлада III био је Мстислав Мстиславић звани Јунак (Удалој), кнез торопски, праунук Мономахов анархиста своје врсте, вечити борац против апсолутизма великих кнежева владимирских, савезник новгородске републике.
Јединство области Суздаља не траје дуго. По смрти Всеволода, његово многобројно потомство се завадило, те се његове државе цепкају на неколико кнежевина. Најстарији кнез Суздаља задржава титулу великога кнеза, али губи сваку власт над млађом браћом, која се у својим покрајинама понашају као самостални господари.
И тако, са опадањем Кијевске велике кнежевине и стварањем нових политичких центара, живот руских покрајина, почев од XIII века, постаје међусобно различит. Ове супротности још се појачавају после једне нове несреће, најезде Татара.

## Породично стабло
|  |                    |  |  |  |  |  |  |  |  |  |  |  |  |  |  |  |
|  | 2. Јуриј Долгоруки |  |  |  |  |  |  |  |  |  |  |  |  |  |  |  |
|  |                    |  |  |  |  |  |  |  |  |  |  |  |  |  |  |  |
|  |                    |  |  |  |  |  |  |  |  |  |  |  |  |  |  |  |
|  | 1. Всеволд III     |  |  |  |  |  |  |  |  |  |  |  |  |  |  |  |
|  |                    |  |  |  |  |  |  |  |  |  |  |  |  |  |  |  |
|  |                    |  |  |  |  |  |  |  |  |  |  |  |  |  |  |  |